# 珠海公交L1路线
珠海公交L1路线是中国广东省珠海市内的一条已取消的观光路线，由海虹总站至大桥口岸枢纽，运营方是珠海公交巴士有限公司。

## 线路简介
- 本线路由海虹总站至大桥口岸枢纽，以10台广通GTQ6123BEVBT3仿古铛铛车运营。
- 本线路服务时间是：海虹总站08:50-20:30，大桥口岸枢纽09:00-20:40。

## 历史
2016年10月30日，被称为“珠海最美公交线路”的本线路开通。同时为规范站名，华海路口更名为香洲港西，海霞新村更名为香炉湾，侨苑更名为城市阳台。。12月21日，线路首末站调整至口岸广场东（拱北口岸总站以东公交站，现已停用），同时往海虹总站方向单向增停水湾路南。
2018年10月24日，因港珠澳大桥开通使用，为做好接驳措施，本线路延伸至大桥口岸枢纽。11月18日，本线路票价调整为1元。11月24-25日，本线路首末站临时调整至九洲港站。
2019年10月1日，珠海大剧院站更名为新月桥头站。
2020年1月28日，受疫情影响，本线路临时停运。5月1日，结合疫情防控情况，本线路恢复营运。
2020年9月26日起，本线路取消。

## 线路停靠站点
截至2025年3月14日，珠海公交L1路往海虹总站方向共停站17个，往大桥口岸枢纽方向共停站14个。
| L1路 海虹总站 ←→ 大桥口岸枢纽 |                  |          |
| 上行编號                      | 站名             | 下行编號 |
| 1                             | 海虹总站         | 14       |
| 2                             | 中大五院         | ↑        |
| 3                             | 水拥坑(海天公园) | ↑        |
| 4                             | 海天公园东       | ↑        |
| 5                             | 香洲港西         | 13       |
| 6                             | 新月桥头         | 12       |
| 7                             | 香炉湾           | 11       |
| 8                             | 城市阳台         | 10       |
| 9                             | 珠海渔女         | 9        |
| 10                            | 海滨泳场         | 8        |
| 11                            | 海洲路口         | 7        |
| 12                            | 九洲湾           | 6        |
| 13                            | 九洲港           | 5        |
| 14                            | 情侣南路北       | 4        |
| ↓                             | 海愉半岛         | 3        |
| ↓                             | 九洲驿站         | 2        |
| 15                            | 宏海湾花园       | ↑        |
| 16                            | 全球通大厦       | ↑        |
| 17                            | 大桥口岸枢纽     | 1        |